# یوهان یاکوب مولر
 یوهان یاکوب مولر (آلمانی: Johann Jakob Müller؛ زاده ۴ مارس ۱۸۴۶ – درگذشته ۱۴ ژانویه ۱۸۷۵) یک دانشمند اهل سوئیس بود.